# 科德角运河

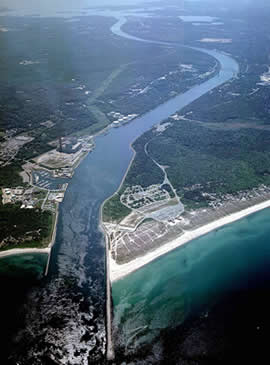
科德角运河东端的航拍照片

科德角运河（英語：Cape Cod Canal）是美国麻薩諸塞州的一条人工开凿的运河，连接了北边的科德角湾和南边的巴泽兹湾。